# Repressió en la zona republicana durant la Guerra Civil espanyola

Zones nacional i republicana a l'agost i setembre de 1936.

La repressió a la zona republicana durant la Guerra Civil espanyola va ser una successió d'accions violentes comeses al territori del bàndol republicà durant la Guerra Civil espanyola. Aquestes accions eren comeses per grups de revolucionaris contra aquells als qui percebien com els seus enemics de classe, que incloïa tant a empresaris, industrials, terratinents i polítics de la dreta com a membres i béns de l'església catòlica, a qui tradicionalment les forces d'esquerra havia vist sempre com alineada al costat de les classes capitalistes i reaccionàries, i actuant com un factor necessari per a la repressió psicològica de l'obrer.
El bàndol revoltat va basar gairebé des del principi les seves raons per revoltar-se en l'existència d'aquesta repressió, que atribuïen al mateix Govern de la República, als partits que el formaven i als sindicats que el recolzaven. Però els fets violents no es van iniciar fins al cap del cop d'estat del 18 de juliol de 1936 que va donar lloc a la guerra. En general, es considera que la repressió en zona republicana, qualificada com a Terror Roig, és l'argument definitiu dels revoltats per a reprimir i privar de drets als perdedors de la Guerra Civil.

## Antecedents

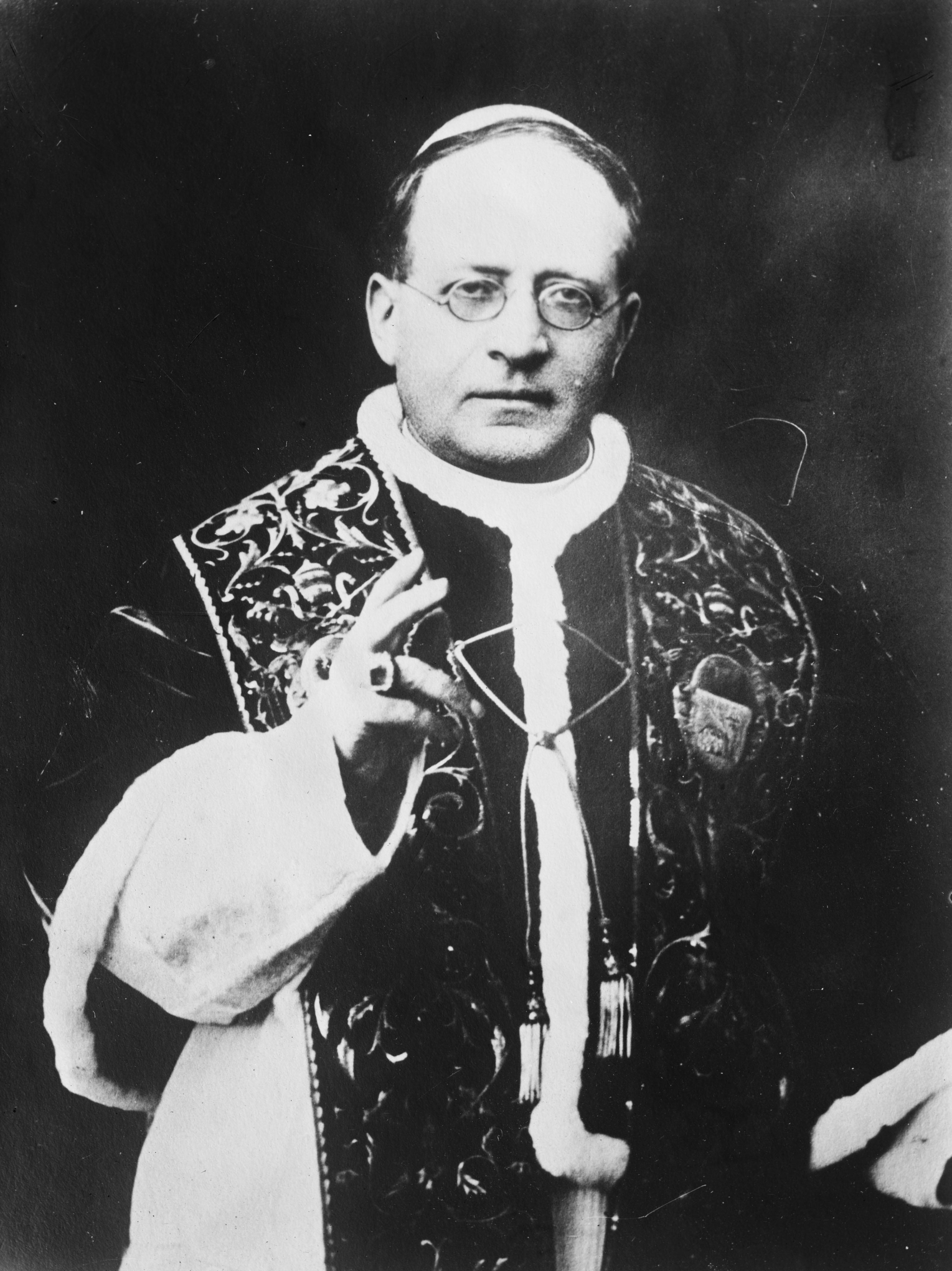
El papa Pius XI. Fervent anticomunista, s'oposà a l'avanç del laïcisme durant la Segona República Espanyola.

La proclamació de la Segona República Espanyola el 14 d'abril de 1931 va comportar la constitució d'un govern laic, que va promoure la separació entre l'Església i l'Estat mitjançant la Constitució de la República Espanyola de 1931. S'hi declaraven expressament les llibertats de consciència i de culte. A més, es retallava de forma determinant la influència de l'església catòlica en la societat espanyola, eliminant el seu control dels cementiris, imposant l'obligació d'obtenir autorització per poder realitzar actes públics de culte, i sobretot establint l'obligatorietat que l'educació fora laica i estigués en mans de l'estat, prohibint als ordes religiosos dedicar-s'hi encara que es reconeixia el dret de cada culte a ensenyar llurs doctrines fora dels col·legis públics.
La Constitució de 1931 també va retallar de forma crucial la influència econòmica de l'església catòlica i els ordes religiosos a Espanya: van passar a ser considerades com a «associacions sotmeses a una llei especial»; se'ls retirava tota subvenció o ajuda per part de l'Estat, les regions, les províncies i els municipis; es dissolia qualsevol orde en la qual es prestés vot d'«obediència a autoritat diferent de la legítima de l'Estat» (com la Companyia de Jesús, en què es presta vot d'obediència al Papa); se'ls prohibia dedicar-se a la indústria, al comerç, o acumular més béns dels considerats necessaris per a les seves finalitats; i se'ls obligava a pagar impostos i declarar anualment els seus ingressos i béns.
Els grups socials més propers a l'església van protestar immediatament contra aquestes retallades, adoptant la postura que suposaven un atac a les llibertats dels catòlics (malgrat estar dirigits a l'església com a institució i als ordes religiosos). En 1933, el Papa Pius XI va publicar l'encíclica Dilectissima nobis (Sobre la injusta situació creada a l'església catòlica a Espanya) S'hi queixava del contingut de la recent «Llei de Confessions i Congregacions Religioses» (que articulava les retallades pressupostàries i en matèria de possessió de béns), així com de la pretensió de separació Església-Estat, que qualificava de «gravíssim error» i «funesta conseqüència del laïcisme». L'argument que les retallades pressupostàries i les expropiacions de béns es devien a un anticlericalisme feroç i sense justificació promogut des de l'Estat, ja presentat en l'encíclica, es va convertir en una constant en les obres posteriors, fins al punt que alguns autors han afirmat que la maçoneria va exercir un paper important en les decisions del Govern, ja que rellevants càrrecs del Govern hi pertanyien suposadament, així com almenys 183 diputats a les Corts Espanyoles. Aquest concepte de la maçoneria com a grup en l'ombra profundament anticlerical seria també defensat pels apologètics del franquisme en anys posteriors. En qualsevol cas el gir laïcista introduït per la Segona República provocà una radicalització de les postures favorables a l'església catòlica i el seu paper en l'Estat, el que portaria a una confrontació directa que accentuaria l'anticlericalisme ja existent a l'Espanya de l'època.

## Després del cop d'estat

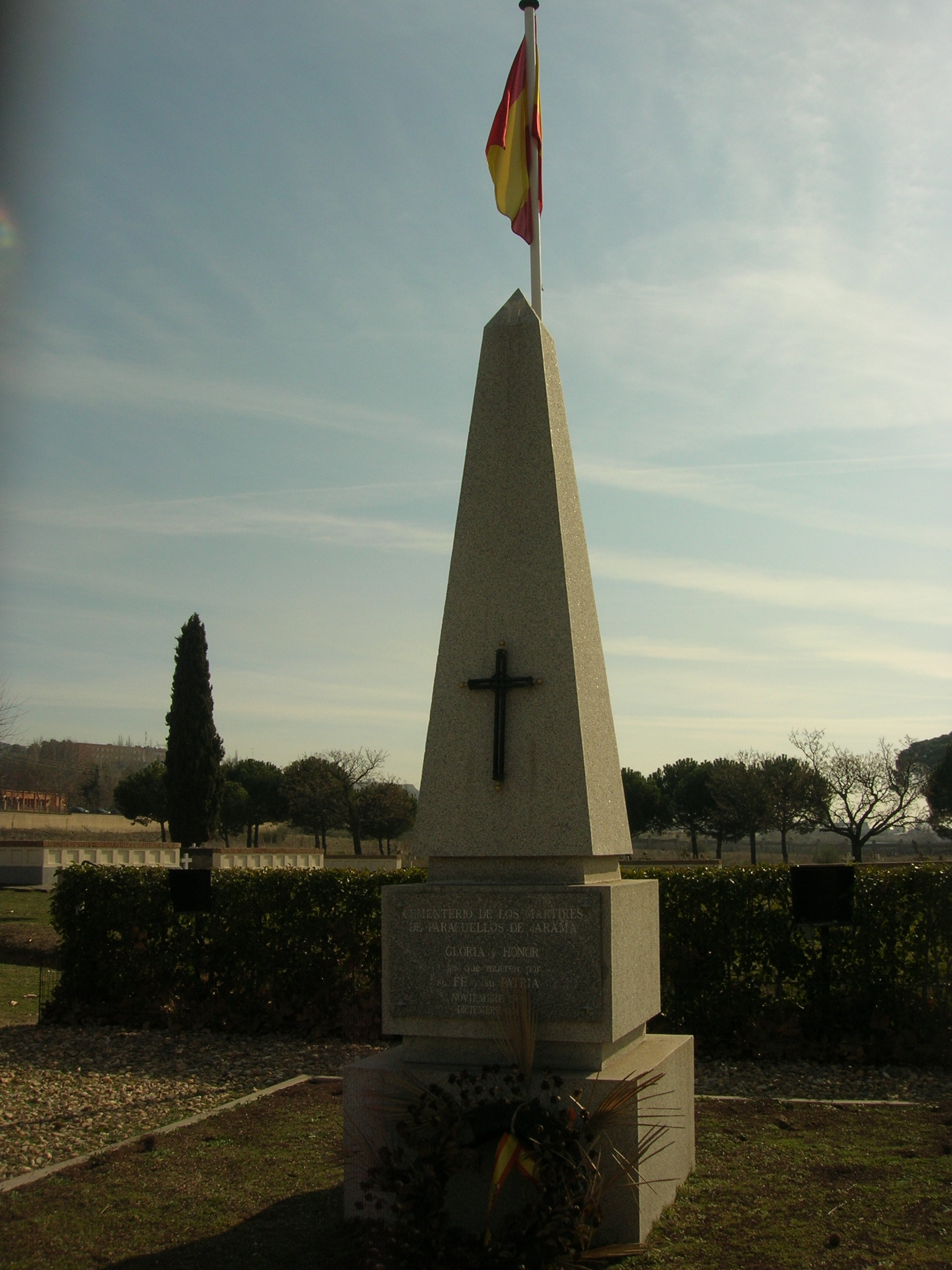
Monòlit alçat al cementeri de Paracuellos del Jarama, en honor de les víctimes de les matances de Paracuellos enterrades allí.

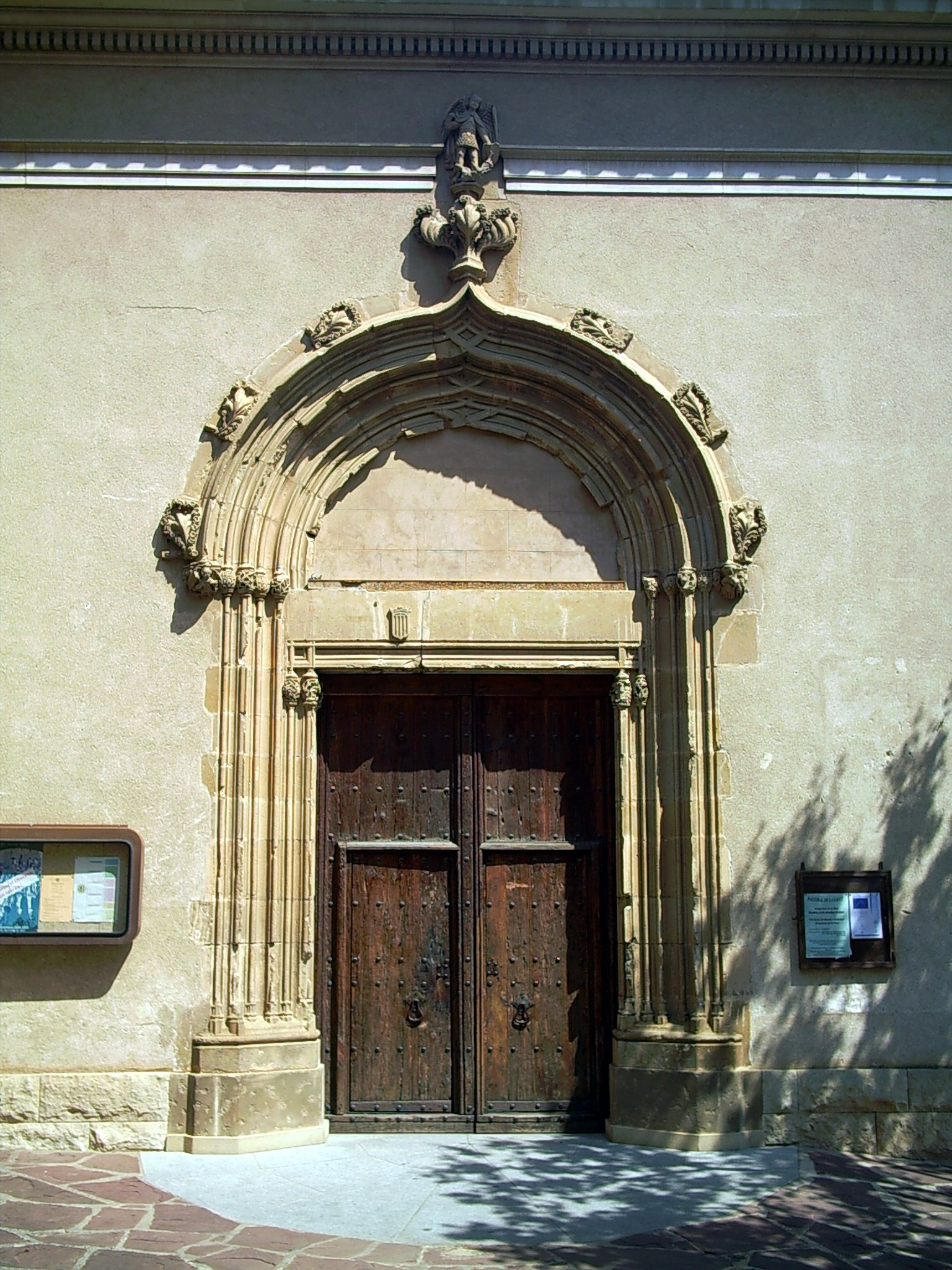
Portal gòtic de l'església parroquial de Sant Genís de Vilassar, recuperat de les ruïnes de l'església original, incendiada el 1936.

Els primers dies després del cop d'estat es van unir dos factors determinants en l'esclat d'assassinats al territori controlat per la República: amb la finalitat d'apagar els focus de rebel·lió es van repartir armes als obrers integrats en milícies (o aquests les van aconseguir pel seu compte), controlades pels partits polítics i sindicats, no pel Govern; i la rendició dels militars revoltats a les places on el cop va fracassar va destapar la trama de conjures al voltant de la seva planificació, exposant la intervenció de grups d'ultradreta i estenent la sospita de «colpistes» sobre totes les organitzacions i classes socials que en algun cop havien recolzat políticament aquests grups, la qual cosa incloïa polítics de la dreta i l'església catòlica.
El lliurament d'armes a contingents fos del control de l'Estat, unida a una identificació, certa o no, d'enemics de la República, es va unir a l'oportunitat de realitzar ajustos de comptes personals. Els assassinats extrajudicials van començar amb l'execució de colpistes després de rendir-se a les zones on l'alçament va fracassar. D'aquí, va seguir amb l'arrest indiscriminat, seguit sovint de l'assassinat, de sospitosos d'haver recolzat el cop: principalment industrials, terratinents, gent d'ideologia política clarament dretana, i religiosos.
El tema de fins a on van arribar les responsabilitats polítiques en aquesta fase inicial de crims és objecte de certa disputa. La línia més comuna en la historiografia afirma que la gran majoria de casos es van deure principalment a una explosió d'ira en el bàndol republicà o a revengisme individual emparat en la falta de control, i que com a tal, es van apagar fins a desaparèixer a començament de 1937 quan el govern finalment va aconseguir prendre les regnes dels grups de milicians armats. Altres historiadors, encapçalats per Pío Moa i César Vidal afirmen que el Govern de la República i els principals partits polítics que el formaven eren perfectament conscients del que passava, i afavorien aquestes accions de manera oberta i constant.
La repressió es va iniciar de forma espontània perseguint a colpistes fets presoners (com Fanjul o Goded), i a aquells percebuts com a enemics de classe: militants o simpatitzants de la CEDA o de Falange Española (com Primo de Rivera o Ledesma), però també terratinents i nobles (com De la Quadra Salcedo), empresaris i industrials, catòlics reconeguts (com Rovira i Roure) i fins i tot polítics republicans contraris a la revolució social (com Melquíades Álvarez). Es van formar patrulles de milicians armats amb l'objectiu d'arrestar i jutjar sumàriament als «enemics del poble». Encara que una minoria dels assassinats eren suposadament culpables de delictes de sang, el buit de poder causat pel cop, emplenat de facto pels recentment armats grups de les milícies obreres sense supervisió, va donar motiu a la possibilitat d'ajustar comptes personals sense por de càstig, situació que es va donar amb relativa freqüència. De la mateixa manera, la calor del combat en els primers dies va provocar diversos incidents d'assassinats massius de presoners quan els milicians aconseguien reduir un nucli colpista després d'una defensa armada intensa, com va succeir a la caserna de Simancas i a la caserna de la Muntanya.
A les grans ciutats es van instituir les txeques amb la finalitat d'actuar com a policia política, encara que algunes (com la dirigida per Agapito García Atadell) eren simples bandes criminals amb afany de lucre personal, que s'emparaven sota la cobertura dels partits i sindicats per aconseguir els seus objectius personals. Els presos eren moltes vegades objecte de «passejos» (eren traslladats als afores, on se'ls executava i s'abandonava el cadàver). A vegades aquests assassinats es realitzaven de forma massiva, en les anomenades saques de presos; s'hi es reunia presos de diferents txeques o presons (com les de Porlier o la Model de Madrid), moltes vegades amb el pretext d'un trasllat, quan realment la seva destinació era una execució extrajudicial i una fossa comuna. Les més famoses d'elles van ser les posteriorment batejades com a matances de Paracuellos.
Les violacions i altres vexacions a les dones (com en el cas de les infermeres màrtirs de Somiedo) van ser proporcionalment molt infreqüents. En la Causa General es refereix un únic cas de violació a una monja, que fou posteriorment desmentit.

## Repressió al País Basc
L'actual comunitat autònoma del País Basc i la comunitat foral de Navarra van romandre pràcticament alienes a la violència religiosa, encara que els actes de repressió política per part de les milícies es van ser igual que en la resta d'Espanya. La població del territori basc era en aquella època molt religiosa; allí l'església es va mantenir sempre molt unida a la terra, les parròquies eren el punt de reunió natural a les zones rurals, i el nivell de catòlics practicants, que en el conjunt d'Espanya no aconseguia el 30%, era al País Basc de més del 50%. De fet el Partit Nacionalista Basc, principal força nacionalista basca, va tenir des dels seus orígens una important tradició religiosa catòlica, anticipant-se al sorgiment dels moderns partits democristians. L'església basca, per la seva banda, sempre hi havia donat un ampli suport al moviment independentista.
Aquesta situació de l'església, diametralment oposada a la de la resta del territori espanyol, va fer que després de la presa del País Basc per part de les tropes nacionals els sacerdots identificats com a nacionalistes bascos fossin també blanc de la repressió. Un total de 16 sacerdots van ser afusellats per les tropes franquistes en 1936 per les seves idees nacionalistes. La Conferència Episcopal Espanyola va ignorar el fet. El Vaticà va protestar pels afusellaments, encara que aquesta protesta no es va fer pública en el seu moment, i aquests van ser ignorats per la propaganda nacionalista.
D'altra banda, i encara que la proporció fos molt inferior a la de la resta d'Espanya, també van ser assassinats 39 membres del clergat al País Basc, principalment en les «saques» de presos ocorregudes en els bucs presó Altuna-Mendi i Cabo Quilates, així com a les presons de Larrinaga i Ángeles Custodios, entre agost de 1936 i gener de 1937. Aquestes «saques», sobretot a partir d'agost, es produïen per norma general com a represàlies als bombardejos de l'aviació nacional.

## A partir de 1937
La quantitat d'execucions extrajudicials i destruccions de patrimoni eclesiàstic es van anar reduint de forma continuada a mesura que el Govern de la República va ser reforçant el seu control sobre els grups armats d'obrers i sindicalistes. A partir de maig de 1937, la repressió va prendre un nou caire quan, arran dels fets de maig del 1937 es va produir un enfrontament directe, principalment a Barcelona, entre el Partit Comunista d'Espanya i altres partits i sindicats revolucionaris, com el Partit Obrer d'Unificació Marxista i la CNT.
Els enfrontaments armats van acabar provocant un canvi al Govern de la República. Posteriorment es va iniciar una «purga», instigada pel PCE, en la qual destacats capdavanters dels altres grups revolucionaris van ser capturats i assassinats de forma extrajudicial, igual que ho havien estat fins llavors els militants de dretes, sota l'acusació precisament de ser còmplices del feixisme internacional contra la República. Alguns, com Andreu Nin, van desaparèixer en el sistema de txeques sense deixar rastre.

## Pèrdues

### Víctimes

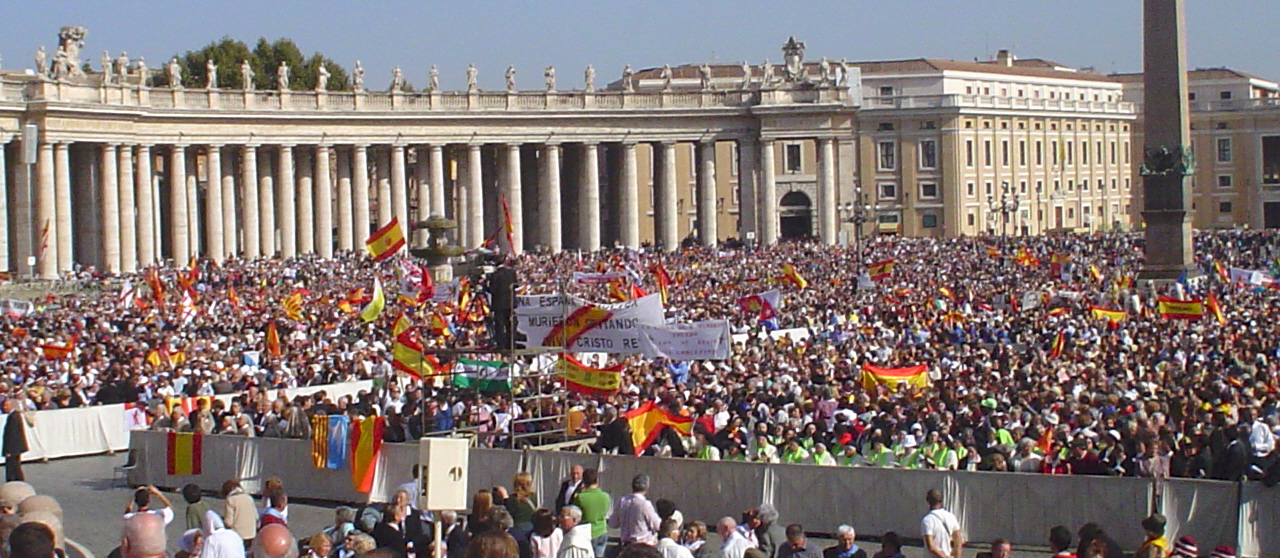
Cerimònia de beatificació dels màrtirs de la Guerra Civil, Ciutat del Vaticà, octubre de 2007.

La majoria d'hispanistes de prestigi, encara que difereixen en les xifres, defensen que la repressió en el bàndol republicà va ser de menor durada que el seu equivalent en el bàndol nacional, i molt inferior al que la propaganda franquista va proclamar en el seu moment i amb posterioritat a la guerra. Tots coincideixen a afirmar que es va reduir a una mínima expressió a partir de la primavera de 1937, passant a centrar-se més en purgues de dissidents republicans i milicians que en repressió segons classe social.
El macrojudici conegut com a «Causa General», celebrat després de la guerra per part del nou govern liderat per Francisco Franco, s'ha considerat durant molt temps com la font de la xifra oficial de morts a causa de la repressió a la zona republicana, malgrat les crítiques rebudes. Les xifres que se n'extreuen parlen de 85.940 assassinats en total. La xifra que consta al Santuari Nacional de Valladolid és de 54.594.

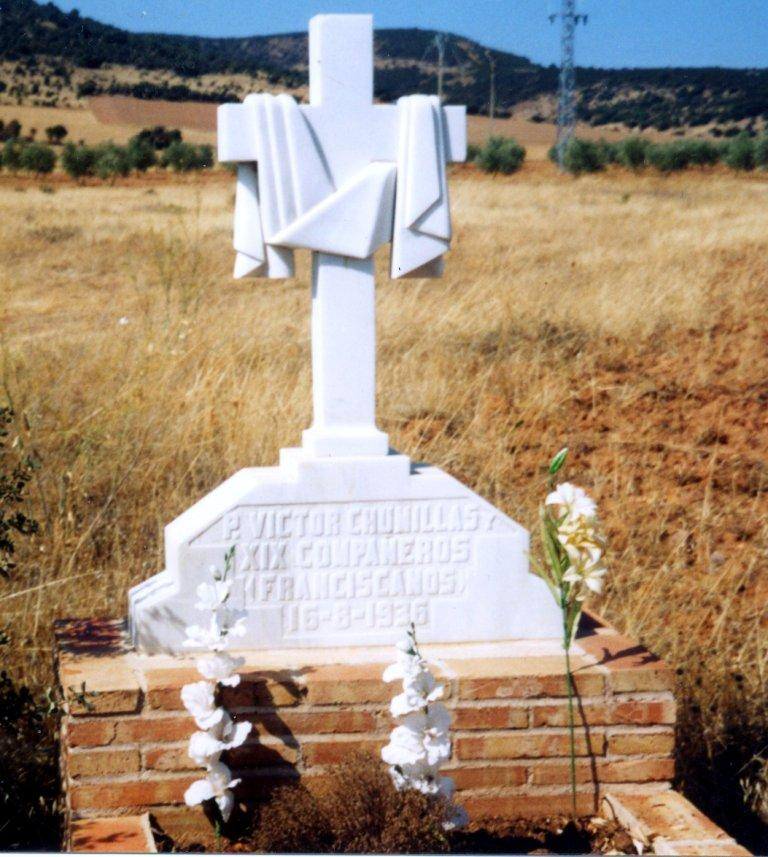
Creu commemorativa en el lloc en què van ser afusellats 20 monjos franciscans a Fuente el Fresno (Ciudad Real).

La quantitat de seglars assassinats va ser molt superior a la de religiosos. La xifra de morts entre els membres de l'església catòlica segons aquesta font s'eleva a 6.832: 282 monges, 13 bisbes, 4.172 rectors i cures de diferent rang, 2.364 monjos i frares (entre ells 259 claretians, 226 franciscans, 204 escolapis, 176 maristes, 165 Germans Cristians, 155 agustins, 132 dominics i 114 jesuïtes). La distribució d'aquestes morts va ser molt desigual; en algunes diòcesis sota control de la república amb prou feines va haver-hi víctimes entre el clergat, mentre que en unes altres, com Barbastre, va ser assassinat fins a un 88%. També van variar molt els graus d'acarnissament envers les víctimes; mentre uns van ser afusellats sense mes, uns altres van ser torturats abans de morir.
L'Església catòlica sempre ha considerat als religiosos morts durant el conflicte a causa de la persecució religiosa com màrtirs per la fe. No considera màrtirs els capellans afusellats al País Basc pel bàndol nacional, ja que ho foren per la seva postura favorable al nacionalisme basc i no pel fet de ser religiosos, tot i que s'han fet actes de desgreuge i rehabilitació de la seva memòria. De la resta de religiosos morts, molts han estat beatificats des que acabà la guerra, uns centenars al mateix Vaticà: 233 l'any 2001, i uns altres 498 el 2007. Aquesta ha estat la cerimònia de beatificació més nombrosa dura a terme per l'església en la seva història,

### Edificis i altre patrimoni

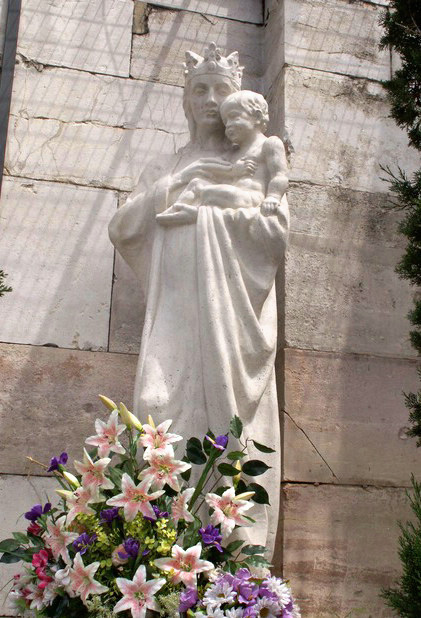
Estatua de la Mare de Déu de l'Almudena, esculpida el 1941 per a substituir l'original, destruïda en 1936.

Els béns dels anomenats «enemics del poble» solien ser confiscats, sovint per la força i amb gran violència. Els béns productius (terres de conreu, tallers i fàbriques) tornaven immediatament al treball, aquesta vegada controlats per comitès revolucionaris. Encara que, igual que en la violència contra les persones, es van produir casos de saquejos i robatoris, la tendència general va ser la de socialitzar els béns confiscats. Els palauets i mansions es convertien en noves seus dels partits polítics i sindicats, els béns es repartien entre la gent o quedaven en dipòsit per a ús comunal.
Els esclats de violència també van afectar en gran manera a les possessions de l'Església Catòlica i els ordes religiosos durant la persecució religiosa que es desfermà per part dels revolucionaris. En aquests casos, el mòbil era més la destrucció que el robatori Moltes col·leccions d'art sacre van poder ser salvades de la destrucció in extremis per funcionaris públics. A Barcelona es van salvar gairebé totes les obres d'art i biblioteques gràcies a una decidida intervenció de funcionaris de la Generalitat de Catalunya. A Madrid es van salvar en un primer moment gran part de les esglésies i altres edificis religiosos per la intervenció del govern, però en molts llocs aquests mateixos edificis van ser cremats després de ser saquejats, com a Barcelona, on només van salvar-se la Catedral i el monestir de Pedralbes).
En general la destrucció de les esglésies es rebia amb més indiferència que excitació. Gairebé totes les que es van salvar a la zona republicana van ser reacondicionades com a magatzems, cases del poble, o altres usos públics. Fins a anys posteriors es van prohibir les manifestacions públiques de culte. Els símbols religiosos van ser també blanc de la ira dels milicians; moltes estàtues van ser destruïdes o mutilades de forma rutinària.

## Conseqüències

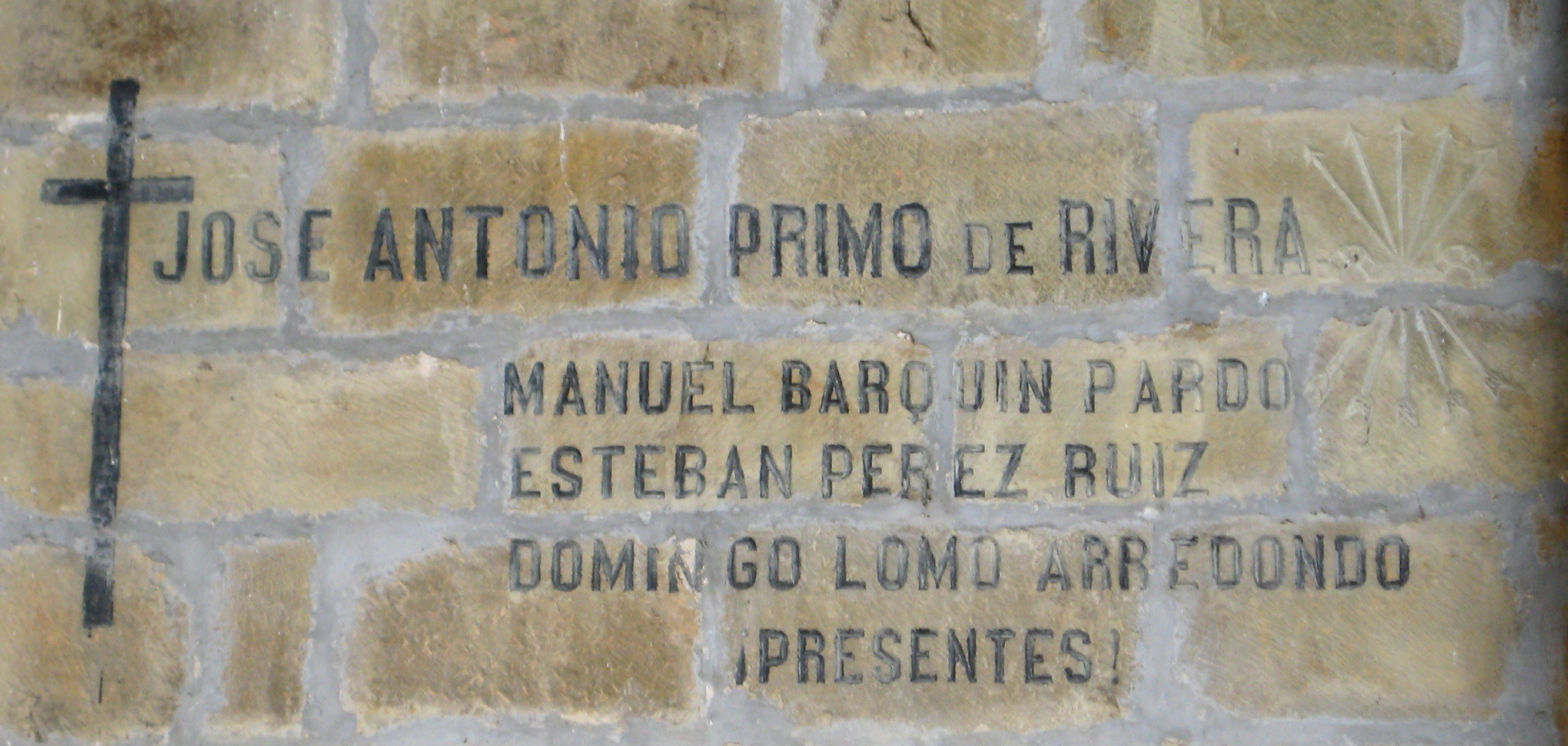
Inscripció a l'Església de San Miguel d'Ogarrio (Cantàbria) en memòria de José Antonio Primo de Rivera i els partidaris locals del bàndol nacional caiguts en la Guerra Civil. Després de la guerra, aquestes inscripcions es van instituir oficialment a totes les parròquies d'Espanya.

Després de la guerra, el comunisme internacional, i sobretot l'URSS, van ser considerats l'origen de tots els mals d'Espanya, incloent la recent Guerra Civil. Es va acréixer una forta necessitat de revenja, que va trobar sortida en la repressió de tots els sospitosos de connivència amb el comunisme, i per extensió la República (els anomenats desafectes), així com en la sol·licitud de voluntaris pel Front Rus a partir de 1941, enquadrats en la Divisió Blava

### El nacionalcatolicisme
El nacionalcatolicisme va ser un dels principals senyals d'identitat ideològica del franquisme. La seva manifestació més visible va ser l'hegemonia que tenia l'Església Catòlica en tots els aspectes de la vida pública i fins i tot privada, passant a convertir-se en religió oficial de l'Estat, inclosa en l'ensenyament obligatori. La gran majoria dels bisbes supervivents, dels quals el més representatiu va ser el Cardenal Gomà, no només van donar el seu suport total al franquisme, sinó que van plantejar la lluita del bàndol nacional com una autèntica Croada Nacional en defensa de la fe catòlica Aquesta situació hegemònica es perllongà fins al 1978.

### El Valle de los Caídos

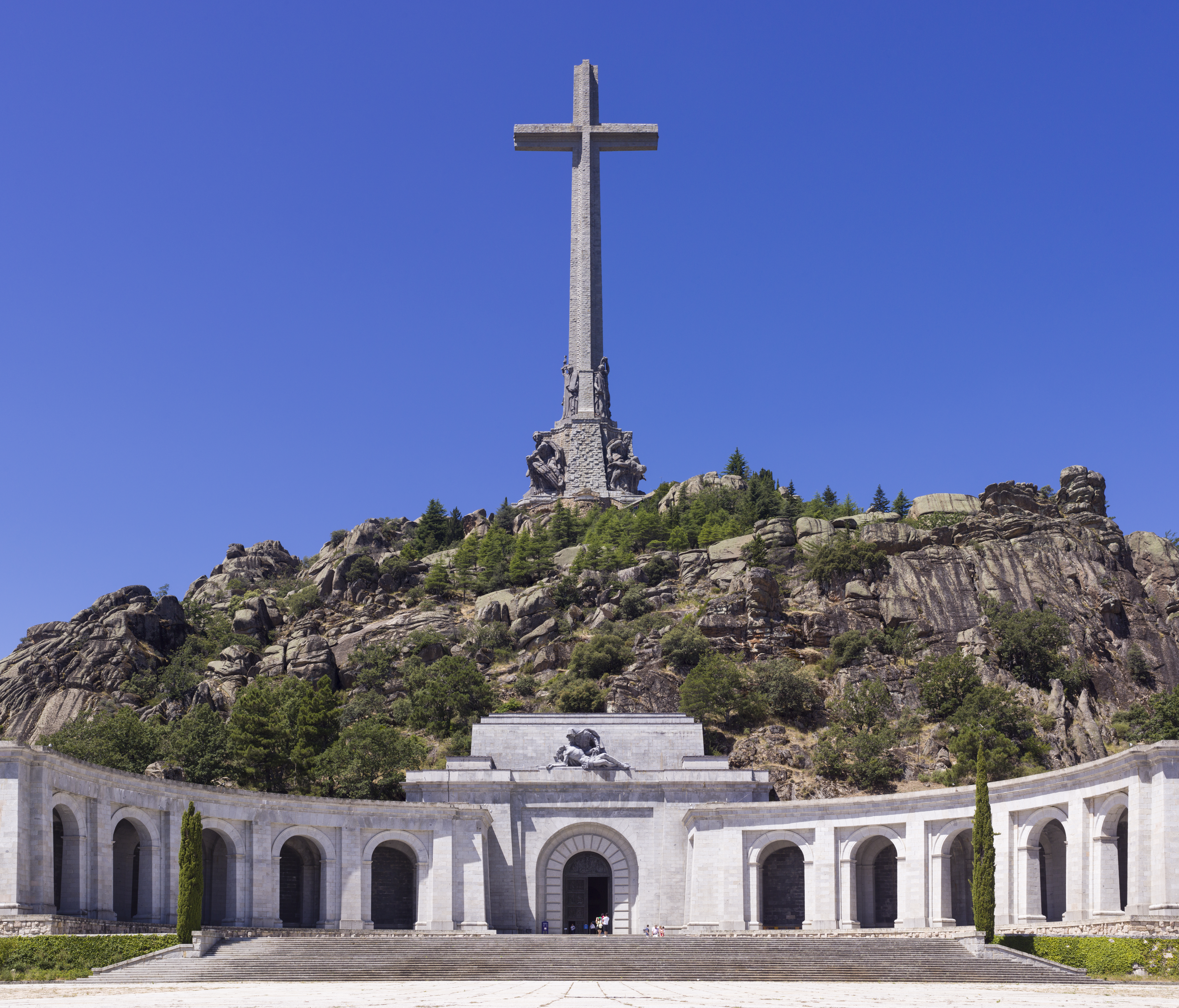
Vista de la creu del Valle de los Caídos.

En 1940, per ordre de Francisco Franco es va iniciar la construcció del Valle dels Caiguts, un enorme conjunt monumental en record dels caiguts de tots dos bàndols durant la guerra civil. Format per una basílica, una abadia i una enorme creu d'uns 150 metres d'altura; allí estan enterrats José Antonio Primo de Rivera i Francisco Franco.

### La Causa General
Després de la guerra, el nou Govern liderat per Francisco Franco va realitzar un judici mastodòntic, la Causa General instruïda pel Ministeri Fiscal sobre la dominació roja a Espanya, coneguda abreujadament com a «Causa General», en la qual durant dues dècades es va recopilar de forma exhaustiva una relació de tots els crims comesos en territori republicà. Organitzacions com Amnistia Internacional n'han expressat els seus dubtes